# سیارک ۲۱۵۵۹۲
سیارک ۲۱۵۵۹۲ (به انگلیسی: 215592 Normarose، نامگذاری:2003PR4)۲۱۵۵۹۲مین سیارک کشف شده‌است که در ۰۳ اوت ۲۰۰۳ کشف شد.